# Punakha (stad)
Punakha is een plaats in Bhutan op 80 kilometer ten oosten van de hoofdstad Thimphu. Het was tot 1955 de winterhoofdstad van het land. Aangezien het op slechts 1300 meter hoogte ligt, heeft het een aangenaam klimaat.
Punakha is een klein plaatsje, maar het wordt gedomineerd door het voormalige winterpaleis, de Punakha Dzong. Deze kloosterburcht is na Tashicho dzong in Thimphu de belangrijkste van het land. Deze vesting, die 180 x 70 meter meet en in het centrale deel zes verdiepingen telt, is gebouwd op een eilandje op de plaats waar de rivieren Pho en Mo ("vader" en "moeder" ) samenvloeien.
De dzong van Punakha werd in gebouwd tussen 1637 en 1638 door de eerste Shabdrung: Ngawang Namgyal en weerstond al in het volgende jaar een inval uit Tibet. De dzong is door branden en overstromingen herhaaldelijk geheel of gedeeltelijk verwoest. In de dzong worden ook de overblijfselen van de eerste Shabdrung en Pema Lingpa bewaard.